# ضبعة كبيرة
ضبعة كبيرة قرية سوريّة تتبع إداريّاً لمحافظة حلب منطقة عين العرب ناحية صرين، بلغ تعداد سكانها 455 نسمة حسب التعداد السكاني لعام 2004.